# آلهامبرا (کالیفرنیا)
آلهامبرا (به انگلیسی: Alhambra) شهری در شهرستان لس‌آنجلس، کالیفرنیا ایالت کالیفرنیا است که در سرشماری سال ۲۰۱۰ میلادی، ۸۳۰۸۹ نفر جمعیت داشته است.